# Chrístos Terzanídis
Chrístos Terzanídis (en grec : Χρήστος Τερζανίδης), né le 13 février 1945 est un footballeur grec.

## Carrière
Terzanídis commence sa carrière au milieu de la saison 1969-1970 au PAOK Salonique où le club terminera à une très honnête 5e place. Le club finit 8e en 70-71 avant de remporter la Coupe de Grèce en 71-72. Il faut attendre deux saisons avant que Terzanídis remporte sa deuxième coupe de Grèce et sera considéré comme bon nombre de fan comme le Poumon du club. Il franchit les échelons un par un : sélections en équipe nationale, vainqueur du championnat ; tout cela lui permet de décrocher un contrat au Panathinaïkos.
Chrístos commence au Pana en 1977 mais les 4 ans qu'il passera à Athènes seront bien pauvres où il ne remportera que la Supercoupe et une coupe continentale mineure.
Terzanídis participera au naufrage grecque lors de l'Euro 1980 mais participera quand même à 2 matchs de la compétition.
Après avoir pris sa retraite, Terzanídis ne remet les pieds dans le milieu professionnel qu'en 1990 pour entrainer le PAOK durant la saison 1990-1991 où le PAOK prendra la 4e place mais recevra 3 points de pénalité après avoir quitté le terrain dans un match face à l'Olympiakos.

## Palmarès
- Coupe de Grèce de football : 1971-1972; 1973-1974
- Championnat de Grèce de football : 1975-1976
- Supercoupe de Grèce de football : 1980
- Coupe des Balkans des clubs : 1978